# Episodi di Pony Tales (prima stagione)
La prima stagione di Spirit: Avventure in libertà - I racconti di Spirit (Pony Tales) è stata trasmessa negli USA il 9 agosto 2019 su Netflix.
| Nº | Nº | Titolo originale       | Titolo italiano                  | Prima TV USA  | Prima TV Italia |
| -- | -- | ---------------------- | -------------------------------- | ------------- | --------------- |
| 53 | 1  | Unstoppable            | Inarrestabile                    | 9 agosto 2019 | 2019            |
| 54 | 2  | Happy Birthday, Spirit | Buon compleanno, Spirit          | 9 agosto 2019 | 2019            |
| 55 | 3  | Tea for Twins          | Il tè per le gemelle             | 9 agosto 2019 | 2019            |
| 56 | 4  | The Campsite           | Un campeggio insolito            | 9 agosto 2019 | 2019            |
| 57 | 5  | Maricela Sitting Free  | Maricela, fanciulla di frontiera | 9 agosto 2019 | 2019            |
| 58 | 6  | Young & Free           | Giovani e libere                 | 9 agosto 2019 | 2019            |